# Calle Pasantería
La calle Pasantería (Rúa Pasantería en gallego) es una calle de la ciudad española de Pontevedra situada en pleno centro histórico de la ciudad, entre la calle Sarmiento y la plaza de la Herrería.

## Origen del nombre
La calle toma su denominación en el siglo XVIII del tránsito diario de estudiantes y profesores  que pasaban por ella y la atravesaban para llegar al cercano Colegio de la Compañía.

## Historia
La calle Pasantería es una de las calles más antiguas de Pontevedra. En el siglo XV aún estaba poco urbanizada. En los años 1437 y 1438 ya aparece citada como calle Juan Fernandes Lourenço, que era dueño de una de las casas de la calle.
En el callejero de 1684 la calle aparece denominada como Presetoría, o más precisamente, barrio de la Presetoría.
En el siglo XVIII la calle fue llamada Pasantería. Se levantaron en ese siglo en el lado derecho de la calle sus edificios más destacados, el pazo de Castro Monteagudo en 1760 y el pazo de García Flórez.
En 1843 la calle se denominó Pay Gómez Charino y en 1854 se presentó un proyecto que pretendía llamarla García de Saavedra, en homenaje al conocido jurista pontevedrés del siglo XVI.
En 1912 la calle pasó a llamarse calle Gregorio Hernández hasta 1952 en que recuperó su nombre tradicional de calle Pasantería.
En 1961 el Museo de Pontevedra decidió adquirir la casa del número 8 de la calle y su finca anexa así como la finca del número 10 para ampliar sus instalaciones. En 1962 se aprobó el proyecto definitivo de construcción de un nuevo edificio y las obras terminaron a finales de 1965. Fueron financiadas gracias a la gran contribución económica del mecenas y empresario gallego José Fernández López, cuyo nombre fue elegido para denominar al nuevo edificio.
En marzo de 1990 los principales sindicatos con representación significativa en Pontevedra concentraron sus sedes sociales en los locales del edificio de la antigua organización sindical de la calle Pasantería.
El 7 de abril de 1990 se anunció la peatonalización de la calle, una de las primeras del centro histórico en recibir este tratamiento para preservar de la circulación y el aparcamiento uno de los espacios más bellos de la zona monumental.
El edificio Fernández López del museo fue ampliado a principios de los años 2000, construyéndose un anexo diseñado en 1999 por el arquitecto Celestino García Braña entre las calles Pasantería y Naranjo. Las obras terminaron en 2002 y el nuevo edificio de 1200 metros cuadrados, síntesis de arquitectura tradicional y moderna (compuesto por la anexión de 2 casas y la construcción de otro inmueble en el solar de una antigua huerta) y destinado a oficinas y a salas para dar servicio a investigadores y documentalistas, se inauguró el 2 de mayo de 2003. La ampliación fue premiada ese mismo año por el Colegio de Arquitectos de Galicia.
En abril de 2024 se inició la reforma del Edificio de los Sindicatos.

## Descripción
La calle Pasantería es una calle en cuesta en más de la mitad de su trazado, en pendiente descendiente hacia el norte. Es una vía empedrada y tiene 135 metros de longitud en pleno centro histórico.
Tiene una anchura media de 4,50 metros y se encuentra delimitada en el norte en su parte baja por la calle Sarmiento y en el sur por las plazas de la Estrella y de la Herrería. Confluyen en ella por su derecha las calles Naranjo y Padre Luis María Fernández y por su izquierda la plaza de la Leña.
La calle Pasantería fue elegida en 2024 por la revista internacional especializada en turismo de lujo y estilo de vida Condé Nast Traveler como una de las 15 calles más bonitas de España para caminar.

## Edificios destacados
El pazo de Castro Monteagudo fue construido en 1760 y fue promovido por José de Castro Monteagudo, primer auditor de la provincia marítima de Pontevedra. Fue la primera sede del museo de Pontevedra en 1929.  Presenta una arquitectura barroca con fachada principal a la calle Pasantería de líneas austeras, con dos ventanas y una puerta central con balcón en el piso superior y una puerta de entrada en el centro y otras dos ventanas en la planta baja.
El pazo de García Flórez fue construido sobre otro más pequeño y antiguo en el siglo XVIII para  Antonio García Estévez Fariña y su esposa Tomasa Suárez Flórez. En 1943 se convirtió en la segunda sede del Museo de Pontevedra. La fachada de la calle Pasantería tiene diferentes ventanas distribuidas a lo largo de la fachada en distintas alturas en función de la escalera interior.
El Edificio Fernández López del Museo de Pontevedra ocupa todo el primer tramo de la calle Pasantería. Es de piedra y tiene soportales a los que se añadieron en 1972 los arcos procedentes del pazo de los marqueses de Leis en Campolongo. A este edificio se incorporó una casa barroca del siglo XVIII de la calle. En la ampliación de 2002 se emplearon para integrar la nueva edificación en todo el conjunto estructuras acristaladas y una cubierta cobre.
El edificio de los Sindicatos, en la esquina entre la plaza de la Estrella y la calle Pasantería fue construido en el siglo XX. Sustituyó a otro que albergó a la Sociedad Círculo de Artesanos y luego a Educación y Descanso y la AISS.
En el lado derecho del primer tramo de la calle se encuentra la fachada lateral del Convento de San Francisco. Tiene en esta fachada una portada clásica con el escudo de España.

## Galería de imágenes

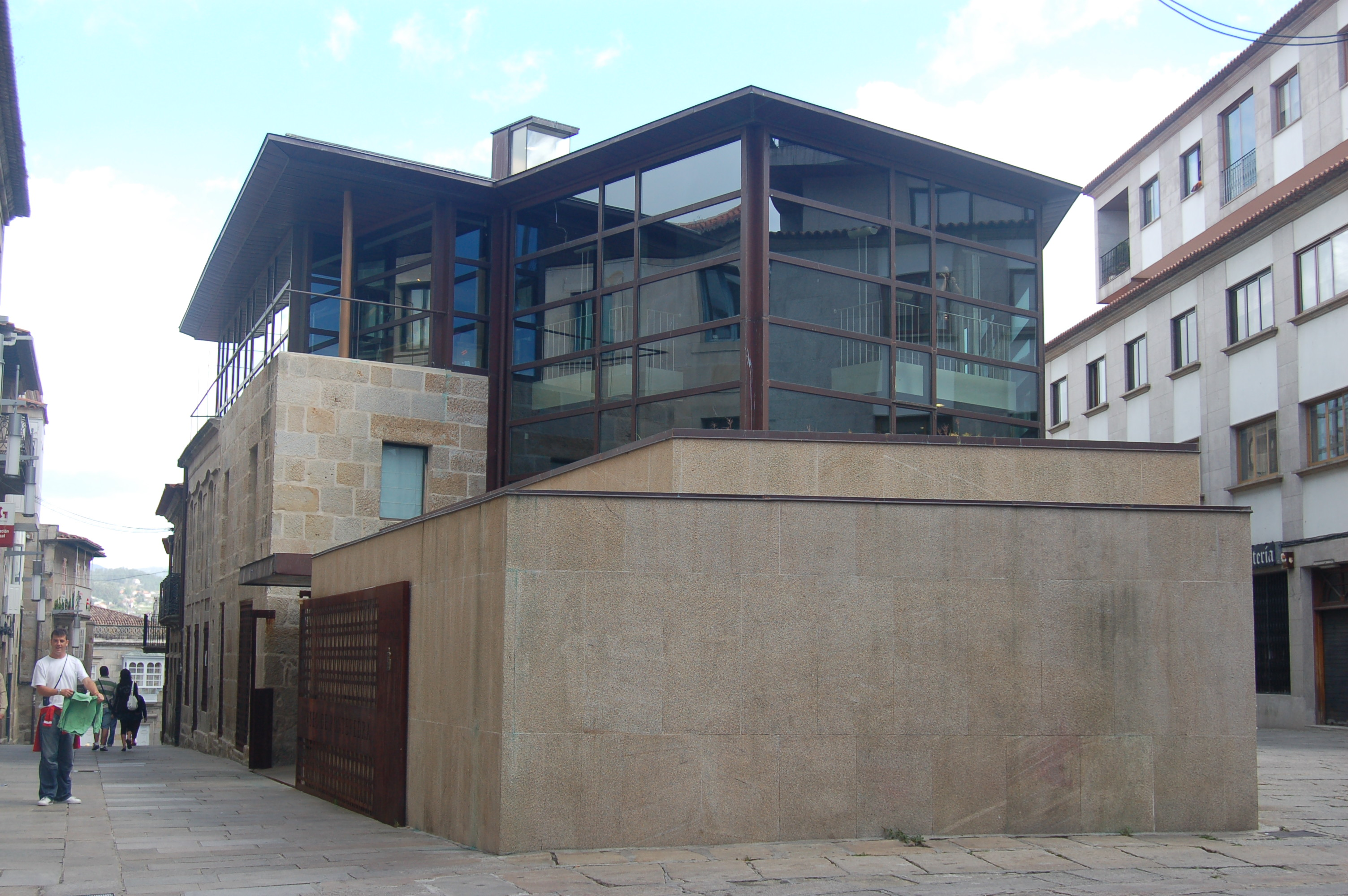
Calle Pasantería a la izquierda
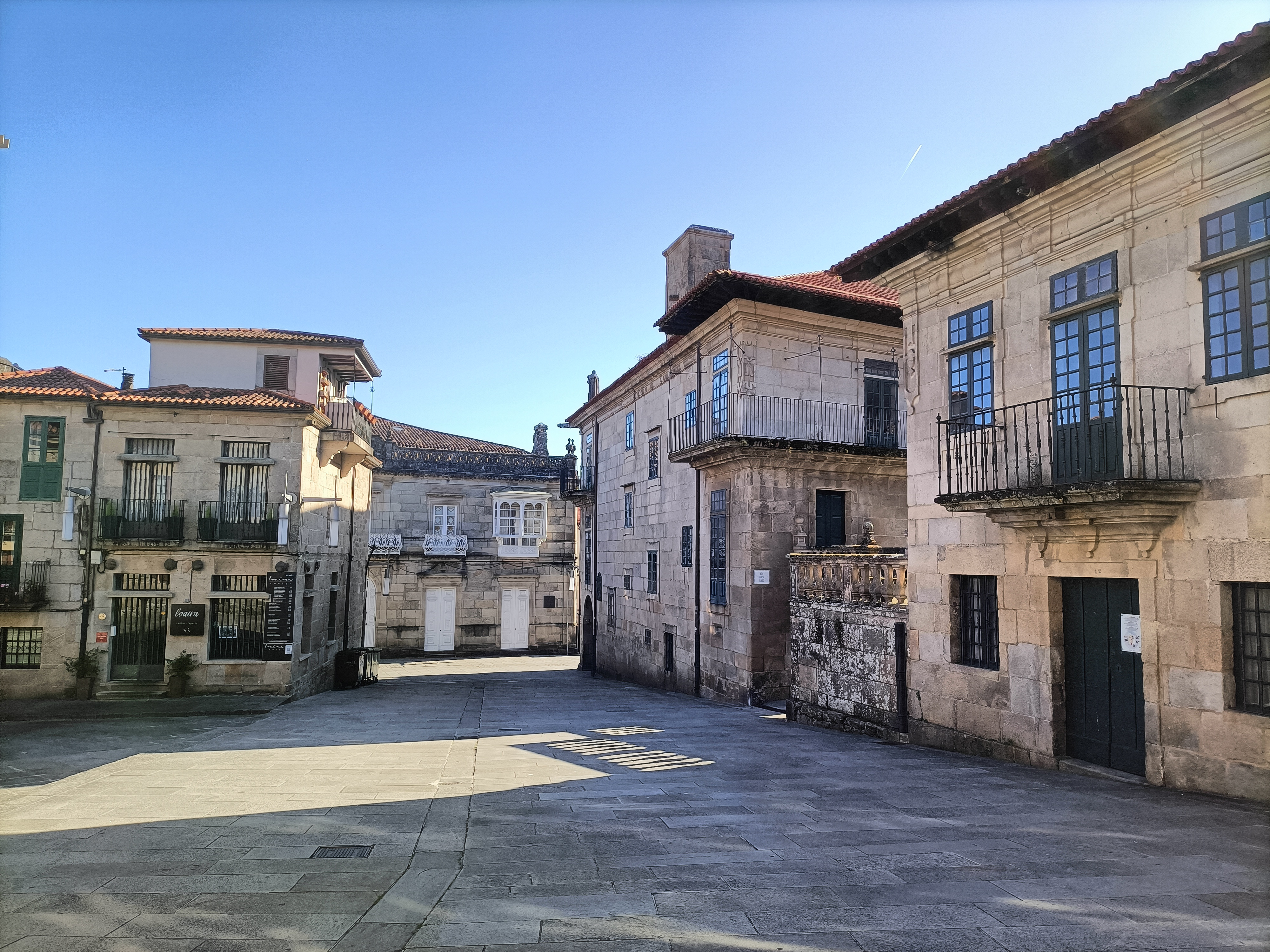
Tramo norte de la calle
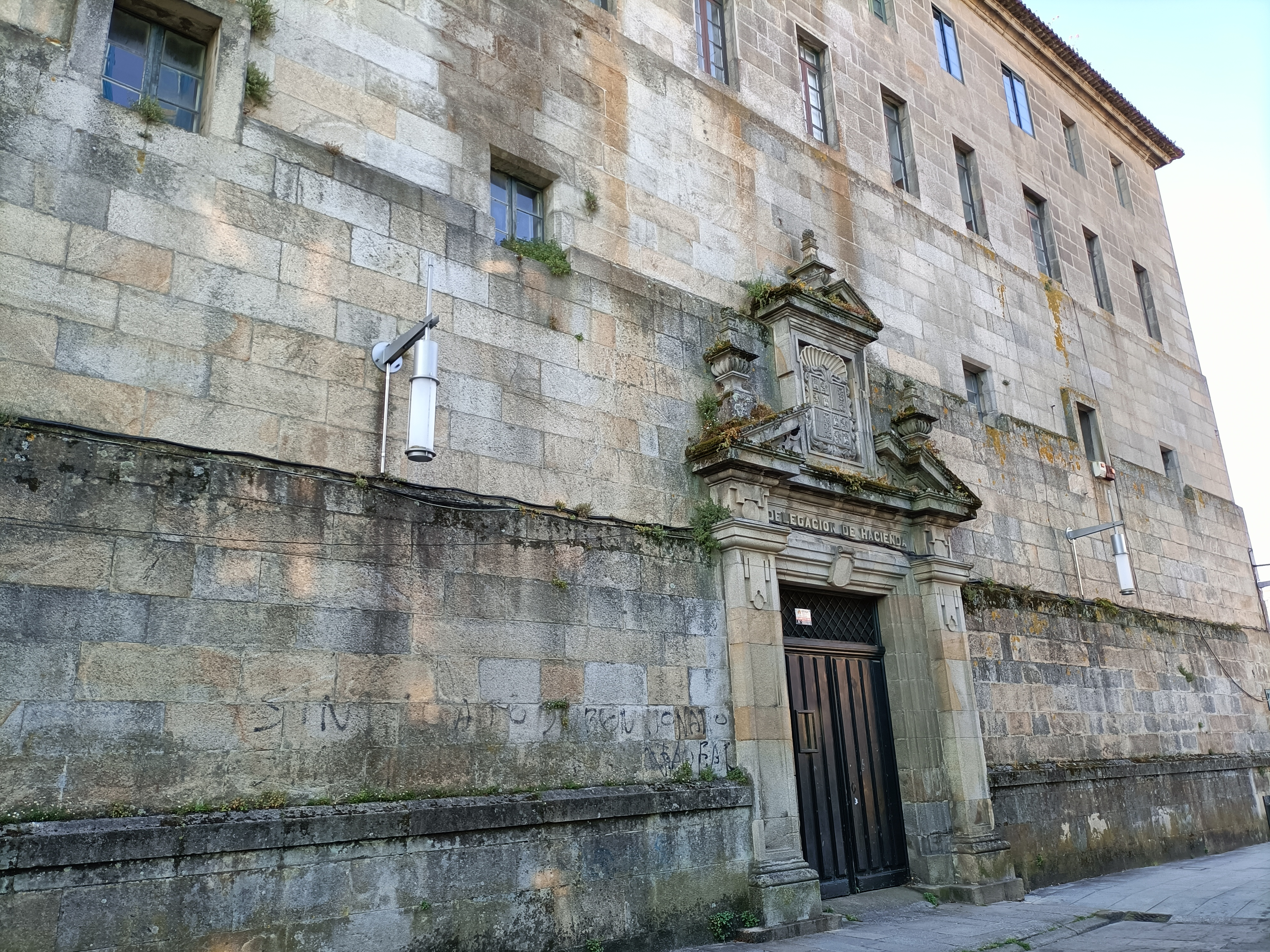
Fachada lateral del convento de San Francisco
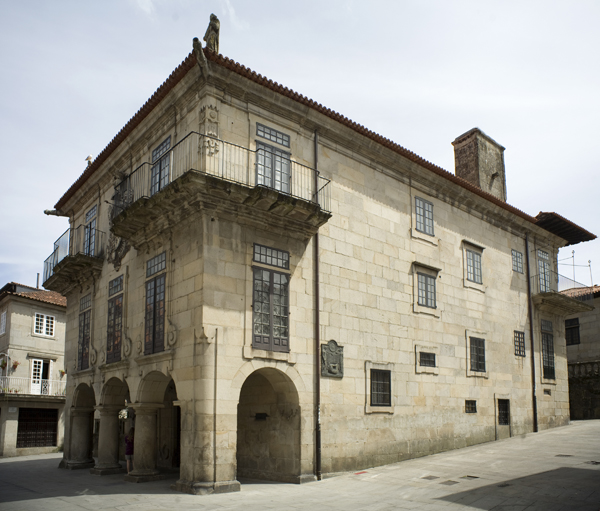
Pazo de García Flórez
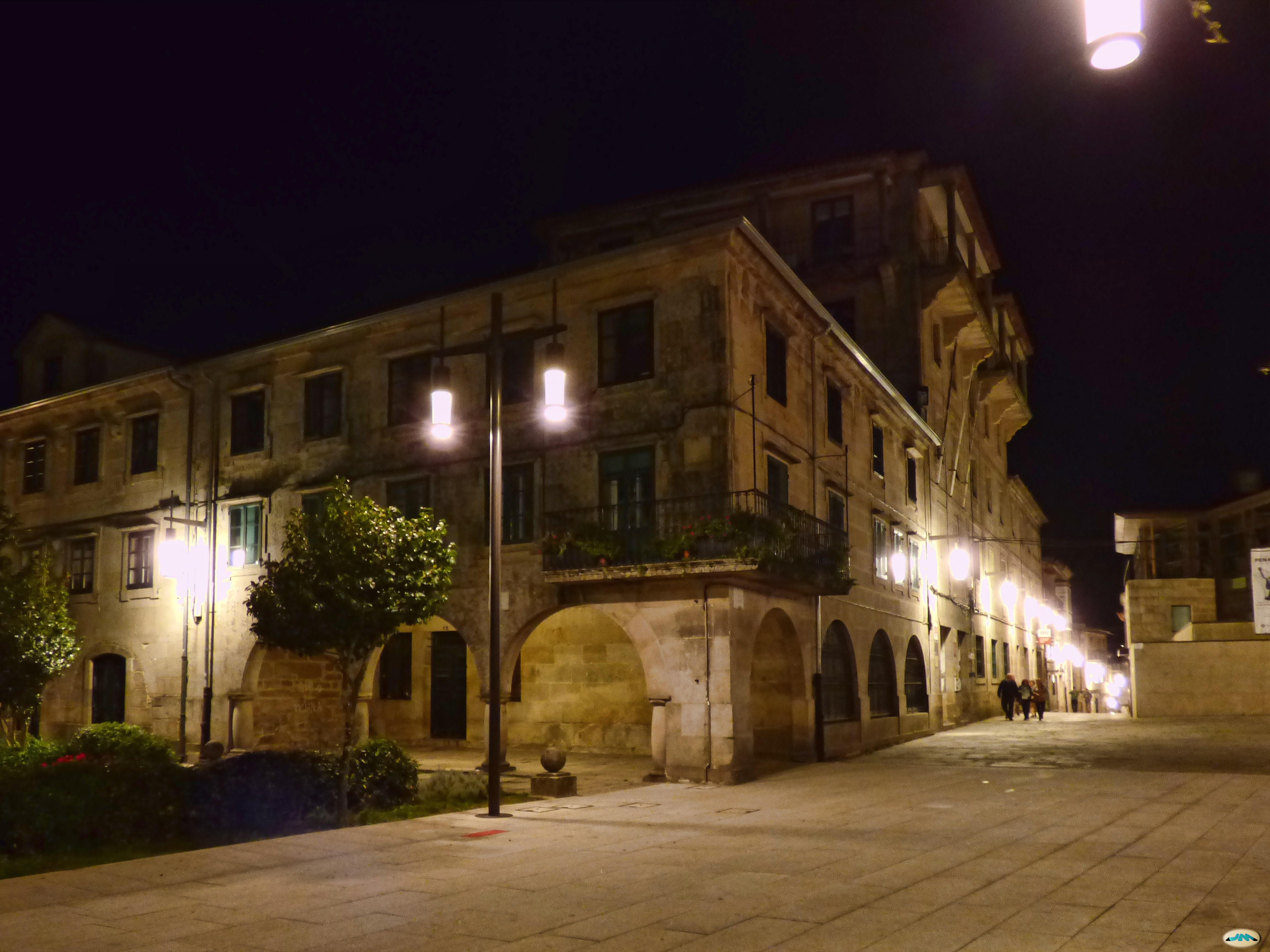
Edificio Sindical
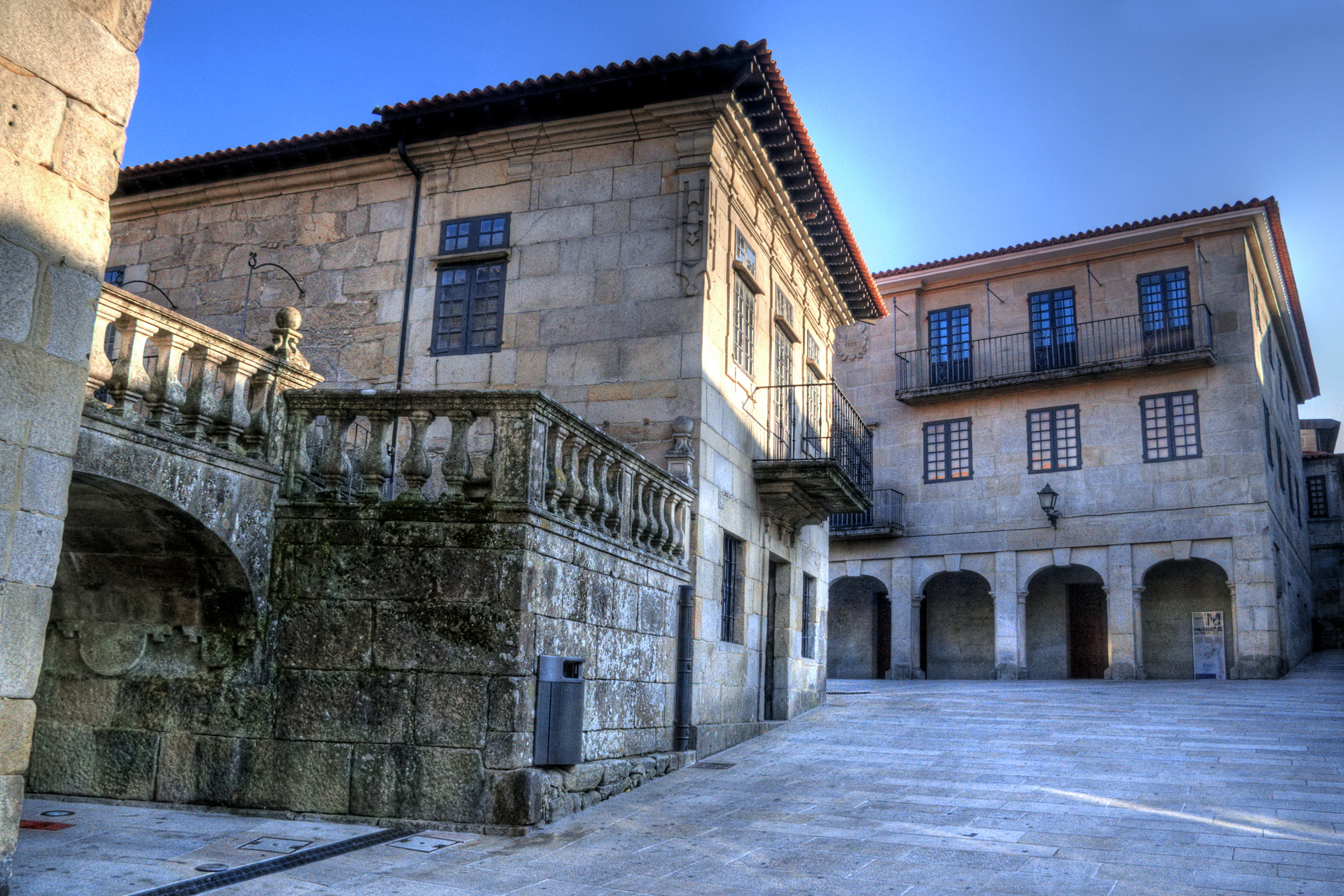
Pazo de Castro Monteagudo y Edificio Fernández López
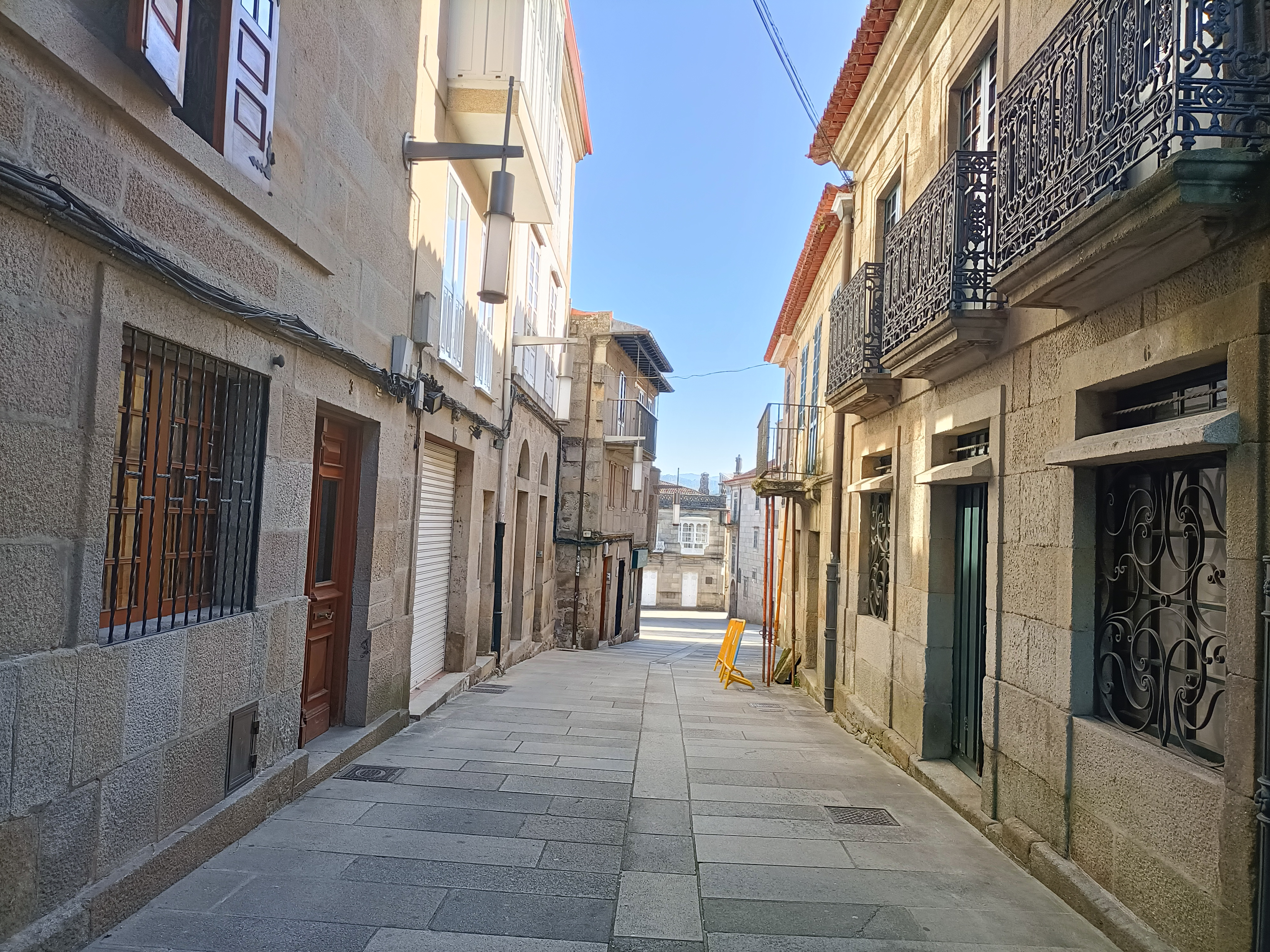
Calle Pasantería
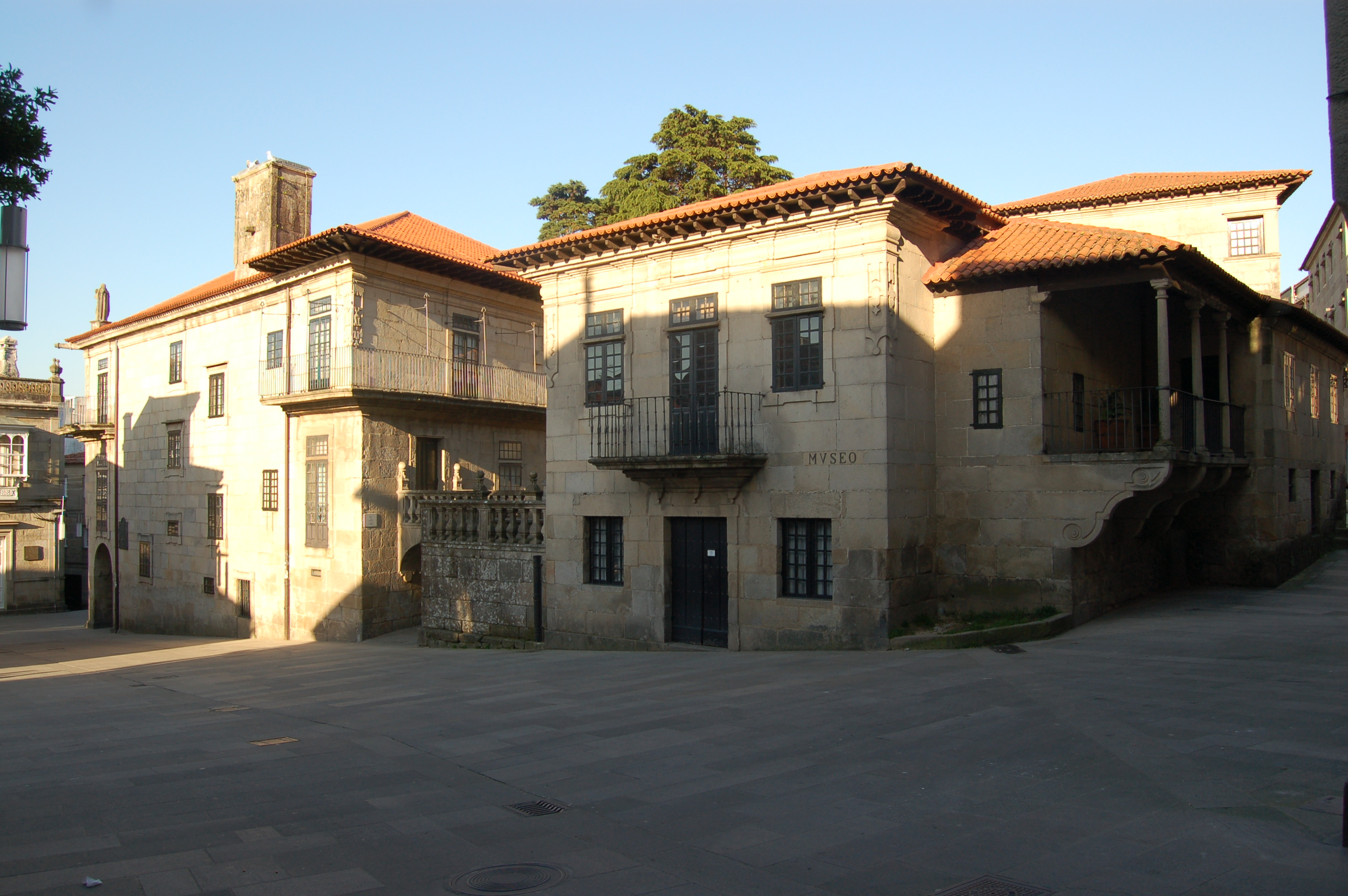
Pazo de Castro Monteagudo y Pazo de García Flórez
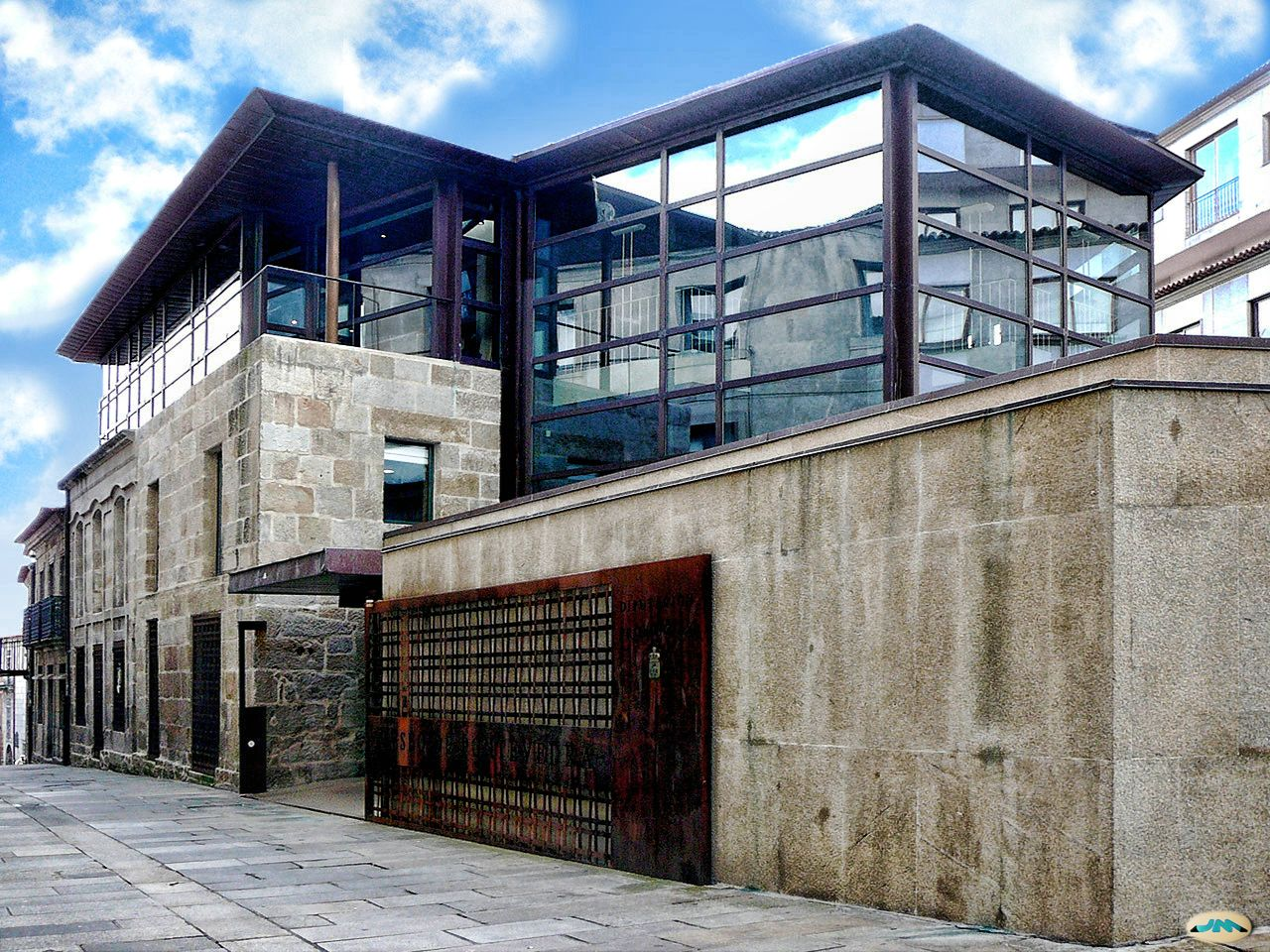
Edificio Fernández López, ampliación de 2002
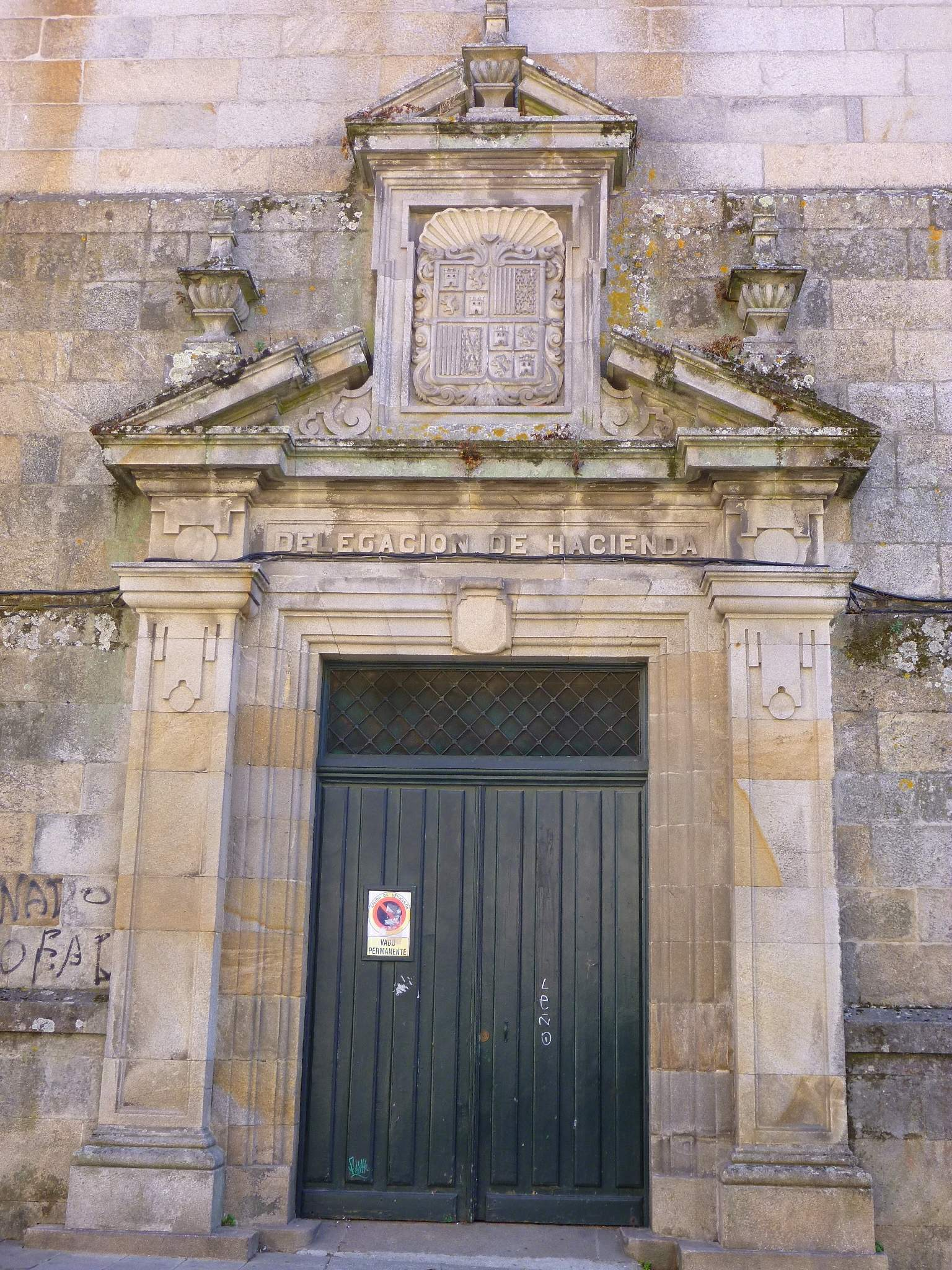
Portada clásica del Convento de San Francisco